# Naučná stezka Hrebeňom Veľkej Fatry
Naučná stezka Hrebeňom Veľkej Fatry (slovensky Náučný chodník Hrebeňom Veľkej Fatry) se nachází ve střední části pohoří Velká Fatra na Slovensku. Prochází přes hlavní hřeben, nejvyšší partií pohoří. Stezka je zaměřena na přírodovědu, ochranu přírody a historii. Stezka prochází přes Národní přírodní rezervaci Suchý vrch a dotýká se Národní přírodní rezervace Borišov. Naučná stezka se nachází v okrese Martin a okrese Ružomberok v Žilinském kraji.

## Seznam naučných tabulí
- Pod Líškou – Úvodný panel NP Veľká Fatra, trasa NCH s názvami zastávok
- Krížna
- Ostredok
- Suchý vrch – juh
- Suchý vrch – sever
- Kýšky
- Ploská
- Sedlo pod Borišovom
- Úvodný panel NP Veľká Fatra s názvami zastávok – Borišov